# Нові люди (партія)
«Нові люди» — російська правоцентристська політична партія, утворена в Москві 1 березня 2020 року. Засновником партії став засновник російської виробничої компанії «Faberlic» Олексій Нечаєв. На другому з'їзді партії, що відбувся 8 серпня 2020 року, він був обраний її головою. Олександр Даванков (син хіміка Вадима Даванкова) є керівником виконкому партії.
У 2020 році за підсумками регіональних виборів партія пройшла до чотирьох регіональних законодавчих органів за партійними списками, отримавши пільгу на участь в виборах в Державну думу 2021 року без збору підписів.

## Історія
У січні 2020 року ЗМІ розповсюдили заяву підприємця Олексія Нечаєва про створення нової партії. 1 березня 2020 року пройшов установчий з'їзд партії «Нові люди», на якому прийнято рішення створити 55 регіональних відділень партії. В кінці березня партія отримала офіційні документи про реєстрацію від Міністерства юстиції Росії. Олексій Нечаєв входить в центральний штаб Загальноросійського народного фронту.
У квітні 2020 року партія направила в Держдуму і Раду Федерації звернення, в якому закликала депутатів прийняти додаткові закони, щоб усунути протиріччя в відсутності офіційного указу про введення в країні режиму надзвичайного стану.
Станом на 1 липня 2020 року «Нові люди» зареєстрували 55 регіональних відділень, що складаються з юних випускників політичної школи Фонду «Капітани», який заснував Олексій Нечаєв. Заявивши про готовність взяти участь в регіональних виборах у вересні 2020 року в 12 регіонах країни. І про готовність узяти участь в майбутніх виборах в Державну думу (2021).
8 серпня 2020 року в Москві пройшов другий з'їзд партії, на якому головою партії був обраний її засновник Олексій Нечаєв, спікером на з'їзді виступила Тіна Канделакі. Також у з'їзді взяли участь журналіст Олена Летюча, Сергій Мінаєв, Антон Красовський, голова зеленого руху «ЕКА» Марина Задемідков.
В кінці 2020 року партією було оголошено, що виборчою компанією по виборах депутатів Державної Думи VIII скликання, буде керувати політтехнолог Євген Мінченко.

## Вибори

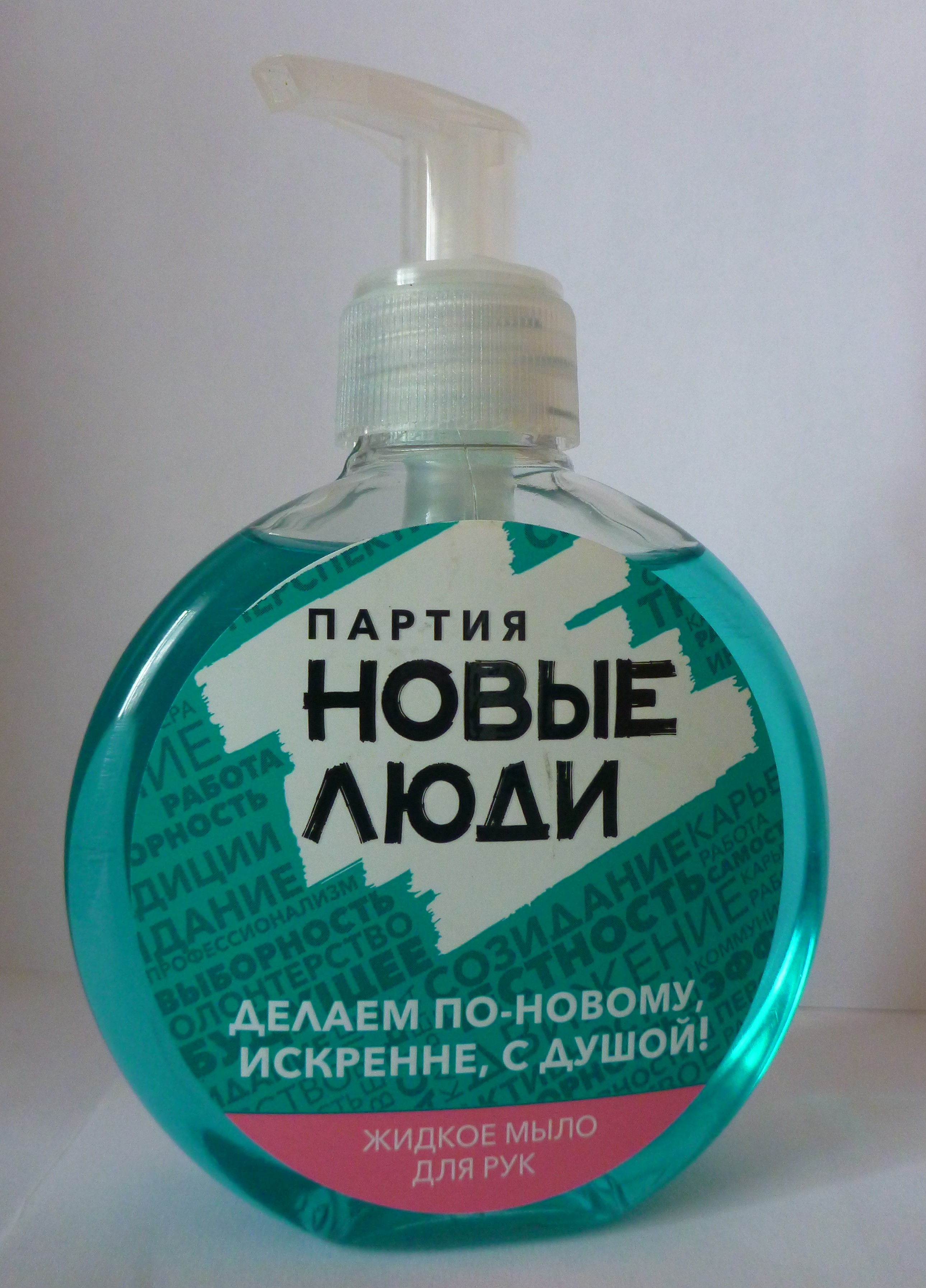
Безкоштовна агітаційна продукція «Нових людей» — рідке мило марки «Faberlic», яке роздавали в Єкатеринбурзі в 2021 році

1 червня 2020 року Міністерство юстиції внесло партію в список об'єднань, які мають право брати участь у виборах.
Виборчі комісії не допустили партійні списки до участі у виборах в Білгородській і Воронезькій області, а також до виборів в міську думу Ростова-на-Дону, забракувавши підпису.
В Єдиний день голосування 13 вересня 2020 року партія подолала виборчий бар'єр у всіх чотирьох регіонах, де брала участь у виборах, а саме в Новосибірській (7,0 %), Калузької (8,08 %), Рязанської (5,7 %) і Костромської (7,5 %) областях.
Також партія брала участь у виборах до міської думи Томська отримавши 10 945 голосів (15.02 %). На виборах до міської думи Краснодара виборча комісія оголосила результат партії в 4,97 % голосів. Кандидати партії також брали участь в муніципальних виборах в Самарі і Нижньому Новгороді.
Партія посіла друге місце за фінансовими витратами на виборах у третьому кварталі 2020 року, витративши 179 мільйонів рублів, після Єдиної Росії з 261 мільйоном рублів.
4 липня 2021 на третьому з'їзді партії «Нові Люди» на вибори в Державну думу 8-го скликання були затверджені кандидати, створено 600 виборчих штабів. Федеральний партійний список в ГД очолив лідер і засновник партії Олексій Нечаєв, другим номером екс-мер Якутська Сардана Авксентьєва.
За результатами виборів до Державної думи Росії 2021 року, отримавши п'яте місце у перегонах з 5,32 % голосів, партія «Нові люди» потрапляє у нижню палату парламенту РФ VIII скликання.

### Президентська кампаніяВладислава Даванкована виборах 2024 року

Логотип президентської кампанії Владислава Даванкова

25 грудня 2023 року Даванков подав документи у ЦВК для участі в президентських виборах 2024 року від партії «Нові люди», також підтриманий «Партією Росту». 28 грудня 2023 року ЦВК дозволила відкрити виборчий рахунок і ухвалила рішення про реєстрацію уповноважених. Для участі у виборах Даванкову як кандидату від парламентської партії не потрібно збирати підписи виборців на свою підтримку.
1 січня 2024 року Даванков подав документи у ЦВК для реєстрації кандидатом у президенти. 5 січня Центрвиборчком РФ зареєстрував Владислава Даванкова як кандидата у президенти Росії від партії «Нові люди».
Владислав Даванков поставив свій підпис на підтримку реєстрації на президентських виборах Бориса Надєждіна, Ради Руських і планує розписатися за всіх інших кандидатів.

## Ідеологія
Офіційна програма партії, зареєстрована в Міністерстві юстиції Російської Федерації, складається з одного аркуша А-4.
За інформацією електронних ЗМІ, мета партії — «переорієнтувати державу» від турботи про чиновників до обслуговування громадян.. Партія є об'єднанням правоцентристського характеру і розглядає в якості своєї соціальної бази самозайнятих людей, а також представників малого бізнесу. Замість податку на прибуток підприємств, ПДВ та страхових внесків пропонується ввести єдиний оборотний податок в розмірі 5 %. Обгрунтування такої економічної новації підготовлено експертами СПбДЕУ.
У травні 2020 року Олександр Пожалов, директор з досліджень Фонду ISEPS, заявив, що не бачить виборчих відмінностей між «Партією Росту» та «Новими людьми», назвавши їх обох ліберальними.
У 2021 р. «Московська газета» заявила, що партія «Нові люди» та «Роста» мають спільний електорат, а на парламентських виборах обидві партії змагатимуться за спільного виборця. Радник губернатора Псковської області Антон Сергєєв розповів в ефірі про можливе злиття «Партії зростання» та «Нових людей».

## Керівництво

### Склад
| Посада                        | Ім'я               | На посаді       |
| ----------------------------- | ------------------ | --------------- |
| Голова і засновник партії     | Олексій Нечаєв     | з 8 серпня 2020 |
| Заступник голови              | Олександр Даванков | з 2020 року     |
| Керівник виконкому            | Владислав Даванков | з 2020 року     |
| Заступник керівника виконкому | Сергій Задемідков  | з 2021 року     |

### Колишні керівники
| Посада        | Ім'я            | На посаді                    |
| ------------- | --------------- | ---------------------------- |
| Голова партії | Ірена Лукіянова | з 1 березня по 8 серпня 2020 |

## Критика
З самого початку її існування партію звинувачують у спойлерстві, як і ряд інших нових партій, що з'явилися на початку 2020 року. В першу чергу відзначається, що «Нові люди» були зареєстровані в найкоротші терміни і з боку влади не було спроб перешкодити цьому процесу. Прикладом зворотної ситуації можуть вважатися дев'ять спроб реєстрації партії «Росія майбутнього» на чолі з Олексієм Навальним або призупинення діяльності «Громадянської ініціативи», коли її очолив Дмитро Гудков. По-друге, «Нові люди» були створені майже одночасно з такими партіями, як «За правду», «Партія прямої демократії» та «Зелена альтернатива». Крім того, лідер «Нових людей» Олексій Нечаєв є членом Центральної ради Загальноросійського народного фронту, очолюваного Володимиром Путіним. Також партію звинувачують в зв'язках з чинною владою. Так, в грудні 2020 року компанію партії очолив близький до адміністрації президента політтехнолог Євген Мінченко. За даними джерелами Open Media у керівництві партії, оточенні Нечаєва та адміністрації президента, новий виборчий штаб має скоригувати стратегію партії таким чином, щоб конституційна більшість у Державній Думі залишалася за Єдиною Росією, а «Нові люди» повернулися до своєї виборчої ніші — освічені середній клас 18-30.
Директор Центру політологічних досліджень Фінансового університету при уряді Павло Салін назвав партію «спойлером вуличної протестної активності».
Активістами партії є російський пропагандист Антон Красовський (обраний членом Експертної ради) та актор Дмитро Пєвцов (останній також є депутатом від партії), які активно висловлювалися на підтримку російської агресії проти України як у 2022 р. так і раніше. Проти агресії ніхто в керівництві партії активно не висловлювався, однак партія активно використовує мильні антивоєнні формулювання, наприклад "мир і переговори" та "мир на російських умовах", не конкретизуючи, що це за умови.